# Glaciar Negro
El glaciar Negro (en francés: Glacier Noir) es un glaciar de los Alpes franceses que se encuentra en el macizo des Écrins en el departamento francés de Altos Alpes.

## Topónimo
Toma el nombre de glaciar Negro porque en la parte inferior se presenta completamente cubierto de detritos rocosos arrancados de las paredes de las montañas que lo rodean. Es así un típico glaciar negro.
La característica del glaciar se evidencia particularmente por la presencia del vecino glaciar Blanco.

## Características
La rama meridional (branche méridionale) se origina entre las vertientes del Ailefroide y Pic Coolidge, por debajo del col de Coste Rouge (3192 m) y el col de la Temple (3322 m). 
Las escarpadas caras del norte del Ailefroide, el pico del Coup de Sabre y el pico Sans Nom se elevan entre 1000-1500 metros sobre el glaciar. La cresta, que recorre estos picos hacia el este hasta el monte Pelvoux, también se llama la Gran Muralla del Glaciar Negro. 
Cinco cumbres a lo largo de esta cresta (Ailefroide Central, punta Fourastier, pico Sans Nom, punta Puiseux y punta Durand) superan los 3900 metros. En su lado izquierdo, la rama sur del glaciar está limitada por las estribaciones orientales de pico Coolidge.
Rodeada por estas dos laderas, la primera corriente fluye inicialmente hacia el noreste antes de dirigirse al norte, justo antes de que las dos corrientes de hielo se fundan. Gran cantidad de escombros aparecen en la superficie de la parte inferior de la rama glacial meridional.

## Otros proyectos
- Multimedia en Commons.

- Datos: Q1141366
- Multimedia: Glacier Noir / Q1141366